# Guillermo Flores (futbolista)
 Guillermo Flores Hernandez (25 de junio de 1924-9 de diciembre de 2001) fue un futbolista mexicano que jugó de extremo derecho, y formó parte del Campeonísimo León.
Fue descubierto por Nemesio Tamayo, entonces Director Técnico del Club León, mientras jugaba en su natal tierra jalisciense.

## Palmarés
| Título                     | Club      | País   | Año     |
| -------------------------- | --------- | ------ | ------- |
| Primera División de México | Club León | México | 1947-48 |
| Campeón de Campeones       | Club León | México | 1948    |
| Primera División de México | Club León | México | 1948-49 |
| Copa México                | Club León | México | 1949    |
| Campeón de Campeones       | Club León | México | 1949    |
| Campeonísimo               | Club León | México | 1949    |